# Thomas-Louis Desmazières
Pour les articles homonymes, voir Desmazières.
Thomas-Louis Desmazières (1775-1855) est un ancien député de Maine-et-Loire et ancien sénateur français.

## Biographie
Thomas-Louis Desmazières est né à Angers le 16 février 1775. Il est le fils du député Thomas-Marie-Gabriel Desmazières.
Grâce à l'appui du diplomate Talleyrand, ami de la famille Desmazières, le jeune Thomas-Louis commença sa carrière politique, le 8 fructidor an VI (25 août 1798), comme secrétaire de la légation française auprès des autorités de la République batave à La Haye, aux Pays-Bas. Il garda ce poste jusqu'au 22 septembre 1805.
En 1808, il fut nommé juge au tribunal civil d'Angers. En 1812, il devint président du tribunal d'Angers. En 1814, il entre au conseil municipal d'Angers. Le 16 mai 1815, lors du retour de Napoléon Ier, il est élu représentant du département de Maine-et-Loire à la Chambre des Cent jours. En 1830, il est élu conseiller général du canton de Thouarcé.
La même année, il fut élu député à l'Assemblée nationale, mais il en démissionna l'année suivante. En 1851, il soutint le Coup d'État du 2 décembre 1851 de Napoléon III. En 1852, il est nommé sénateur et siégea parmi les royalistes jusqu'à sa mort.
Il fut fait chevalier de la Légion d'honneur puis Commandeur de la Légion d'honneur.
Il meurt à Paris le 16 mars 1855.

## Sources
- « Thomas-Louis Desmazières », dans Adolphe Robert et Gaston Cougny, Dictionnaire des parlementaires français, Edgar Bourloton, 1889-1891 [détail de l’édition]